# Henne Morte
Pour les articles homonymes, voir Henne.
Pour un article plus général, voir Réseau Félix Trombe.
La Henne Morte (« la Femme morte » en gascon) est un gouffre naturel profond de 358 mètres, situé dans le massif d'Arbas sur le territoire de la commune de Herran, département de la Haute-Garonne. Il est formé d'une succession de puits.
L'exploration de La Henne Morte en 1947 est la première grande exploration spéléologique que les Français ont pu suivre en direct et qui a marqué leur mémoire collective.

## Les explorations de la Henne Morte

### La découverte (1940 ou 1943)
Le gouffre de la Henne Morte a été découvert par Marcel Loubens pendant la guerre, sur les conseils de Norbert Casteret. En 1943, Marcel Loubens, Joseph Delteil et Norbert Casteret atteignent la profondeur de 240 mètres. Mais l'exploration est arrêtée par l'invasion de la zone dite « libre » par les troupes nazies en novembre 1942.

### Les grandes expéditions de 1946 et 1947
En 1946 et 1947, avec le Spéléo-club de Paris, Marcel Loubens reprend l'exploration du gouffre de la Henne Morte en compagnie de Félix Trombe, Dresco, Marcel Ichac, le docteur Clamagirand, l'abbé Denis Cathala, Raymond Gaché, Jacques Ertaud, Jean Susse, Norbert Casteret, Joseph Delteil, Henri-Pierre Guérin (?) et le concours technique de l'armée.
Marcel Loubens atteint le fond de l'abîme par −446 m, cote ramenée à −358 m en 1971, ce qui fit alors de la Henne Morte le gouffre le plus profond de France.
Cette expédition, d'une ampleur rare à cette époque, révèle la spéléologie au grand public.
Présent lors de l'expédition de 1947, Marcel Ichac réalise le premier film de spéléologie qui relate « en direct » l’exploration d’un gouffre alors inconnu. Les images vont jusqu’au campement installé à −250 m. Les images de La Henne Morte passent en septembre 1947 dans les actualités Pathé Journal, avant d’être incorporées dans le film de Marcel Ichac, La Clef des champs (1947), destiné à promouvoir les sports de plein air et d’aventure. L'abbé Denis Cathala célèbre même une messe au campement de la cote −250.

### La Henne Morte aujourd'hui
Le réseau « Félix Trombe - Henne Morte », dont la profondeur totale est d'environ 1 000 m, possède plus de 117 km de développement et 59 entrées.

## Voies d'accès
On peut accéder à l'entrée de cette cavité en partant du parking de la Fontaine de l'Ours (1 194 m) au sud.

## Source et autres références
- « La Coume Ouarnède réseau Félix Trombe Henne Morte », sur coume-ouarnede.fr/le-reseau (consulté le 14 février 2024)
- Félix Trombe, Le Mystère de La Henne Morte, Jeanne Laffitte, 1998 (ISBN 2-7348-0743-2, présentation en ligne), p. 128.

1. ↑  Maurice Duchêne et Pierre-André Drillat, La Coumo d'Hyouernedo, Groupe Spéléologique des Pyrénées, 1982, p. 345.
2. 1 2  « La Coume Ouarnède réseau Félix Trombe Henne Morte », sur coume-ouarnede.fr/le-reseau (consulté le 14 février 2024)